# Escrita ajami

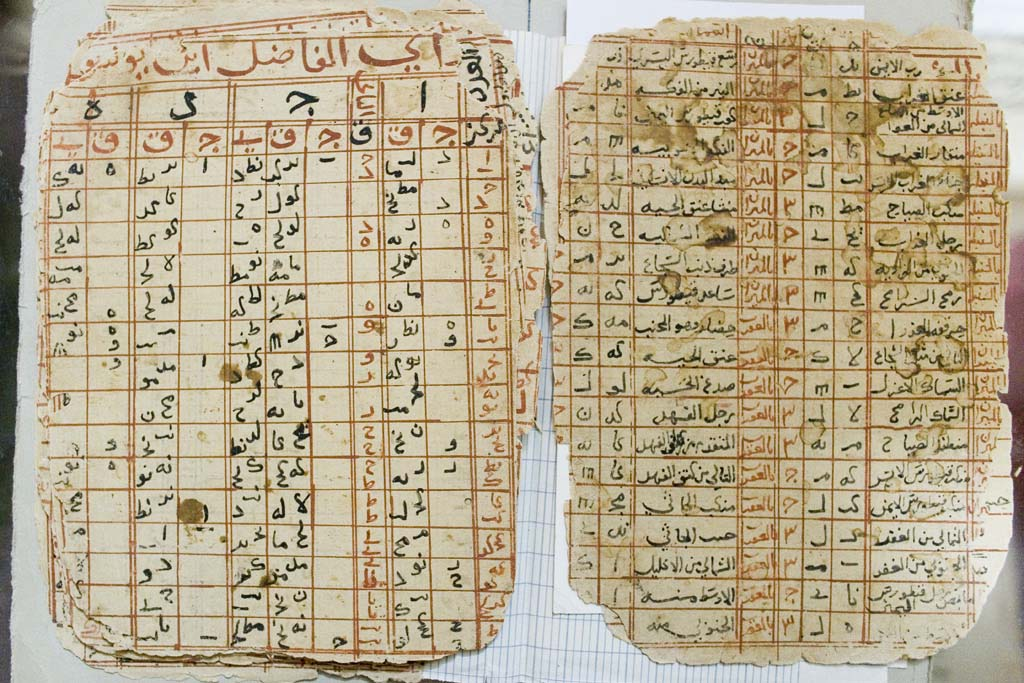
Manuscritos de Timbuktu

O termo Ajami (em árabe: عجمي), ou Ajamiyya (em árabe: عجمية), que vem da raiz árabe  para "estrangeiro" ou "estranho, " é aplicado às  ortografias arábicas usadas para escrever diversas línguas africanas.
Como as línguas da África envolvem formas e sistemas fonéticos diversos daqueles da língua árabe, houve frequentes modificações na escrita’’árabe’’ para transcrever essas línguas, processos similares aos ocorridos com a própria escrita árabe em países não árabes do Oriente médio e como o alfabeto latino em vários locais da África, Américas e Ásia.
A Língua haúça da África ocidental é um exemplo de lingual que utilize o alfabeto Ajami, especialmente no periodo pré-colonial, quando as escolas corânicas ensinavam às crianças o Árabe e daí o Ajami. Com a vinda dos colonizadores europeus passou a ser usada a escrita boco (escrita latina para o hauçá) e, assim, houve queda no uso da escrita Ajami. Hoje é menos empregada do que o alfabeto latino padrão, mas o ajami hauçá vem tendendo a crescer novamente, principalmente nos círculos islâmicos.